# Luca Tremolada
Luca Tremolada (Milano, 25 novembre 1991) è un calciatore italiano, centrocampista svincolato.

## Biografia
Il 5 marzo 2013 ha sventato - insieme ai compagni Paolo Marchi, Cesare Ambrosini, Alessandro Micai e Michael Cia - un tentativo di combine da parte di uno scommettitore serbo, denunciando l'accaduto alla Procura Federale.

## Caratteristiche tecniche
In possesso di un’ottima visione di gioco trova la sua collocazione ideale nel ruolo di trequartista alle spalle degli attaccanti.
Ha iniziato la carriera da esterno destro, salvo poi accentrare il proprio raggio d'azione nel corso degli anni. All'occorrenza è stato impiegato anche come regista

## Carriera

### Club
Cresciuto nell'Inter, che lo preleva dalla scuola calcio del Lorenteggio, viene aggregato alla prima squadra a partire dalla stagione 2009-2010, nella quale viene incluso nelle liste per la Champions League.
Il 30 giugno 2010, l'Inter ne comunica il passaggio in compartecipazione al Piacenza, in Serie B. Esordisce tra i professionisti il 14 agosto 2010 contro il Virtus Lanciano in Coppa Italia. Il 22 agosto esordisce da titolare nella serie cadetta contro il Modena. Inizialmente schierato titolare come ala destra, totalizza 8 presenze in campionato
Riscattato alle buste dall'Inter, il 3 agosto 2011 passa in prestito con diritto di riscatto al Pisa, in Lega Pro Prima Divisione. Debutta con i nerazzurri il 7 agosto successivo nella vittoria 3-0 sul Bacoli Sibilla Flegrea valida per il primo turno di Coppa Italia. La settimana successiva, nella sconfitta 3-2 in casa del Cittadella valida per il secondo turno di Coppa Italia, segna il suo primo gol in carriera.
Successivamente passa in comproprietà al Como. Debutta con i biancoblu il 19 agosto 2012 nella vittoria per 4-2 in casa del Monza, partita in cui segna il quarto gol dei comaschi. Con i lariani disputa una stagione positiva e la comproprietà viene rilevata dal Varese con cui torna a giocare in Serie B. Disputa la sua prima gara con i biancorossi nella vittoria per 1-0 sul Vicenza valida per il primo turno di Coppa Italia. La settimana successiva nel secondo turno vinto ai tiri di rigore contro la Juve Stabia segna la sua prima rete per i varesini. Totalizza 15 presenze e una rete nel campionato 2013-2014, terminato con la salvezza ai play-out, e una presenza nella stagione successiva quando sul finire della sessione estiva di mercato viene ceduto in prestito alla Reggiana, di nuovo in Lega Pro. Esordisce con gli emiliani il 7 settembre 2014 nella vittoria per 2-1 sull'Ancona. Segna il suo primo gol per i granata il 2 novembre nella sconfitta per 3-1 in casa del Gubbio. La stagione in Emilia è altalenante, anche a causa di un infortunio alla spalla, e al termine del campionato non viene riscattato; alle buste né Inter né Varese presentano offerte, Tremolada rimane, quindi, in forza alla squadra biancorossa.
A seguito del fallimento del Varese, il 27 luglio 2015 passa a parametro zero all'Arezzo. Fa il suo esordio con i toscani alla prima giornata di campionato nel pareggio 1-1 in casa del Santarcangelo; la prima rete con gli amaranto arriva l'8 novembre in occasione del pareggio 1-1 in casa del Teramo. Sotto la guida di Ezio Capuano, che gli costruisce la squadra attorno, si rende autore di un'ottima annata condita da 10 goal e 8 assist.
Il 24 giugno 2016, viene tesserato dalla Virtus Entella, con cui torna a giocare in Serie B. Debutta con i liguri il 7 agosto 2016 nella vittoria per 2-0 sull'Ancona valida per il secondo turno di Coppa Italia. Il 1º ottobre segna la sua prima rete in Serie B nella vittoria per 4-1 sul Vicenza. Il 18 maggio, in occasione dell'ultima giornata di campionato mette a segno una doppietta nella vittoria 4-1 contro il Cittadella Nel corso dell'annata, nella quale viene alternato con Ammari, anche a causa di problemi fisici, segna 5 reti e serve 10 assist decisivi in 39 presenze in campionato, oltre a 2 presenze senza reti in Coppa Italia.
Il 25 agosto 2017, passa in prestito annuale con diritto di riscatto alla Ternana militante anch'essa in Serie B; il giorno successivo fa il suo debutto con gli umbri nel pareggio 1-1 contro l'Empoli. Segna il suo primo gol in maglia rossoverde nella giornata seguente nel pareggio esterno giunto per 3-3 contro la Salernitana. 
Il 7 aprile 2018 realizza la sua prima tripletta in carriera nella partita interna vinta per 5-1 contro il Cittadella. Al termine della stagione, nella quale la Ternana retrocede in Serie C nonostante le sue 12 reti segnate e 8 assist in 42 presenze, fa ritorno all’Entella che, a sua volta, lo cede al Brescia. Fa il suo debutto con i lombardi il 5 agosto nella partita contro la Pro Vercelli valida per il secondo turno di Coppa Italia vinta per 4-1 dopo i calci di rigore. Segna la prima rete con le rondinelle il 7 ottobre 2018 nella partita vinta 4-1 contro il Padova. Il 1º maggio 2019, con la vittoria per 1-0 in casa contro l'Ascoli, conquista matematicamente la promozione in Serie A, la giornata successiva, con il pareggio 0-0 in casa della Cremonese, il Brescia vince matematicamente il campionato di serie B con una giornata di anticipo. A livello personale, colleziona 4 reti e 5 assist in 18 presenze di campionato e 2 presenze, senza reti, in Coppa Italia. Rimasto al Brescia anche la stagione successiva, fa il suo debutto in Serie A il 31 agosto 2019 nella partita persa per 1-0 in trasferta contro il Milan.
Il 31 gennaio 2020, passa a titolo definitivo al Pordenone. Fa il suo debutto con i neroverdi l'8 febbraio seguente giocando da titolare la partita pareggiata per 2-2 contro il Livorno. Il 31 luglio successivo, nell'ultima giornata di campionato, segna su calcio di rigore la prima rete con i friulani, nell'incontro pareggiato per 2-2 sul campo della Cremonese. Termina la metà di stagione in neroverde, culminata con l'eliminazione dei friulani in semifinale play-off per mano del Frosinone, totalizzando una rete in 12 presenze di campionato, a cui si aggiunge una rete in 2 presenze nei play-off. Rimasto a Pordenone anche all'inizio della stagione successiva, viene posto sostanzialmente fuori rosa, giocando con la formazione Primavera.
Il 13 gennaio 2021 viene ceduto in prestito al Cosenza. Al debutto con i rossoblù, tre giorni dopo,  firma il gol del definitivo 2-2 esterno contro il Monza. Il 1º maggio successivo, nella partita vinta per 3-0 contro il Pescara, segna la sua prima doppietta con i calabresi. Con i silani totalizza 5 reti e 4 assist in 21 presenze di campionato, ininfluenti per evitare la retrocessione in Serie C dei rossoblù. Terminato il prestito fa ritorno al Pordenone.

#### Modena
Il 31 agosto 2021 viene ufficializzato il suo trasferimento a titolo definitivo al Modena, squadra militante in Serie C, con cui firma un contratto biennale. Fa il suo debutto con i canarini il 6 settembre successivo nella partita pareggiata per 1-1 contro la Reggiana. Segna la sua prima rete con gli emiliani il 7 settembre 2021 nella partita vinta per 2-1 sul campo del Siena. Con i canarini a fine stagione ottiene il primo posto nel girone B, con conseguente promozione in Serie B, e la vittoria in Supercoppa, totalizzando 10 reti e 7 assist in 35 presenze in campionato a cui si aggiungono una presenza in Supercoppa e due in Coppa Italia Serie C.
Il 15 ottobre 2022, Tremolada è autore di ben quattro assist nella vittoria in campionato per 5-1 sul Como, terzo giocatore nella storia della serie cadetta italiana dopo Luca Nizzetto, nel 2014, e Marco Mancosu, nel 2020. A fine stagione, pur risultando meno continuo rispetto all'annata precedente, totalizza 4 reti e 12 assist, in 36 presenze di campionato, competizione nella quale si afferma come miglior assist-man stagionale, alle quali si aggiunge una presenza in Coppa Italia. Nella stagione 2023-2024, dopo essere partito da titolare, perde il posto tra gli undici in corrispondenza dell'inizio del girone di ritorno, venendo impiegato in maniera molto limitata nella seconda parte della stagione, nella quale comunque, in occasione della gara contro l'Ascoli raggiunge il traguardo delle 100 presenze con gli emiliani, terminando l'annata con 3 reti in 25 presenze di campionato. Inoltre, il 4 novembre 2023, in occasione della sfida esterna contro il Catanzaro, indossa la fascia da capitano. Termina la sua avventura in maglia gialloblu dopo 101 presenze, 18 gol e 24 assist.
Il 30 agosto 2024 viene ceduto in prestito all'Ascoli, con cui debutta il successivo 9 settembre nella sfida persa per 2-1 sul campo dell'Entella. Il 24 gennaio 2025, nella sconfitta per 2-1 sul campo della Lucchese, mette a segno la sua prima marcatura con i marchigiani. Rientrato al Modena dal prestito, lascia il club emiliano al termine della stagione 2024-2025, alla scadenza naturale del proprio contratto.

### Nazionale
Ha giocato nelle nazionali giovanili con Under-18, Under-19 e Under-20 tra il 2009 e il 2011, totalizzando globalmente 21 presenze e 4 reti. Ha giocato anche due partite nella fase finale del campionato europeo di calcio Under-19 2010.

## Statistiche

### Presenze e reti nei club
Statistiche aggiornate al 23 aprile 2025.
| Stagione              | Squadra               | Campionato            | Campionato | Campionato | Coppe nazionali | Coppe nazionali | Coppe nazionali | Coppe continentali | Coppe continentali | Coppe continentali | Altre coppe | Altre coppe | Altre coppe | Totale | Totale |
| Stagione              | Squadra               | Comp                  | Pres       | Reti       | Comp            | Pres            | Reti            | Comp               | Pres               | Reti               | Comp        | Pres        | Reti        | Pres   | Reti   |
| --------------------- | --------------------- | --------------------- | ---------- | ---------- | --------------- | --------------- | --------------- | ------------------ | ------------------ | ------------------ | ----------- | ----------- | ----------- | ------ | ------ |
| 2010-2011             | Piacenza              | B                     | 8          | 0          | CI              | 2               | 0               | -                  | -                  | -                  | -           | -           | -           | 10     | 0      |
| 2011-2012             | Pisa                  | 1D                    | 23         | 0          | CI+CI-LP        | 2+6             | 1+0             | -                  | -                  | -                  | -           | -           | -           | 31     | 1      |
| 2012-2013             | Como                  | 1D                    | 28         | 4          | CI-LP           | 3               | 3               | -                  | -                  | -                  | -           | -           | -           | 31     | 7      |
| 2013-2014             | Varese                | B                     | 15         | 1          | CI              | 3               | 1               | -                  | -                  | -                  | -           | -           | -           | 18     | 2      |
| ago. 2014             | Varese                | B                     | 1          | 0          | CI              | 2               | 0               | -                  | -                  | -                  | -           | -           | -           | 3      | 0      |
| Totale Varese         | Totale Varese         | Totale Varese         | 16         | 1          |                 | 5               | 1               |                    | -                  | -                  |             | -           | -           | 21     | 2      |
| set. 2014-2015        | Reggiana              | LP                    | 23         | 2          | CI-LP           | -               | -               | -                  | -                  | -                  | -           | -           | -           | 23     | 2      |
| 2015-2016             | Arezzo                | LP                    | 33         | 10         | CI+CI-LP        | 0+1             | 0               | -                  | -                  | -                  | -           | -           | -           | 34     | 10     |
| 2016-2017             | Virtus Entella        | B                     | 39         | 5          | CI              | 2               | 0               | -                  | -                  | -                  | -           | -           | -           | 41     | 5      |
| ago. 2017             | Virtus Entella        | B                     | -          | -          | CI              | 1               | 0               | -                  | -                  | -                  | -           | -           | -           | 1      | 0      |
| Totale Virtus Entella | Totale Virtus Entella | Totale Virtus Entella | 39         | 5          |                 | 3               | 0               |                    | -                  | -                  |             | -           | -           | 42     | 5      |
| ago. 2017-2018        | Ternana               | B                     | 42         | 12         | CI              | -               | -               | -                  | -                  | -                  | -           | -           | -           | 42     | 12     |
| 2018-2019             | Brescia               | B                     | 18         | 4          | CI              | 2               | 0               | -                  | -                  | -                  | -           | -           | -           | 20     | 4      |
| 2019-gen. 2020        | Brescia               | A                     | 1          | 0          | CI              | 1               | 0               | -                  | -                  | -                  | -           | -           | -           | 2      | 0      |
| Totale Brescia        | Totale Brescia        | Totale Brescia        | 19         | 4          |                 | 3               | 0               |                    | -                  | -                  |             | -           | -           | 22     | 4      |
| gen.-giu. 2020        | Pordenone             | B                     | 12+2       | 1+1        | CI              | -               | -               | -                  | -                  | -                  | -           | -           | -           | 14     | 2      |
| 2020-gen. 2021        | Pordenone             | B                     | -          | -          | CI              | -               | -               | -                  | -                  | -                  | -           | -           | -           | 0      | 0      |
| Totale Pordenone      | Totale Pordenone      | Totale Pordenone      | 12+2       | 1+1        |                 | 0               | 0               |                    | -                  | -                  |             | -           | -           | 14     | 2      |
| gen.-giu. 2021        | Cosenza               | B                     | 21         | 5          | CI              | -               | -               | -                  | -                  | -                  | -           | -           | -           | 21     | 5      |
| 2021-2022             | Modena                | C                     | 35         | 10         | CI-C            | 2               | 0               | -                  | -                  | -                  | SC-C        | 1           | 0           | 38     | 10     |
| 2022-2023             | Modena                | B                     | 36         | 4          | CI              | 1               | 0               | -                  | -                  | -                  | -           | -           | -           | 37     | 4      |
| 2023-2024             | Modena                | B                     | 25         | 3          | CI              | 1               | 1               | -                  | -                  | -                  | -           | -           | -           | 26     | 4      |
| Totale Modena         | Totale Modena         | Totale Modena         | 96         | 17         |                 | 4               | 1               |                    | -                  | -                  |             | 1           | 0           | 101    | 18     |
| 2024-2025             | Ascoli                | C                     | 30         | 1          | CI-C            | -               | -               | -                  | -                  | -                  | -           | -           | -           | 30     | 1      |
| Totale carriera       | Totale carriera       | Totale carriera       | 390+2      | 63         |                 | 29              | 6               |                    | -                  | -                  |             | 1           | 0           | 422    | 69     |

## Palmarès

### Club

#### Competizioni giovanili
- Campionato Giovanissimi Nazionali: 1

Inter: 2005-2006
- Campionato Allievi Nazionali: 1

Inter: 2007-2008
- Torneo di Viareggio: 1

Inter: 2008

#### Competizioni nazionali
- Campionato italiano di Serie B: 1

Brescia: 2018-2019
- Serie C: 1

Modena: 2021-2022 (girone B)
- Supercoppa Serie C: 1

Modena: 2022